# La razionalità
La razionalità è un EP dei Velvet, pubblicato nel 2013.

## Tracce
1. La Razionalità
2. Cento Corpi
3. Evoluzione
4. Le Case D'inverno
5. I've Dreamt About Your Love (Cento Corpi Alt. Version)

## Formazione
- Pierluigi Ferrantini - voce e chitarra
- Alessandro Sgreccia - chitarra
- Giancarlo Cornetta - batteria e cori
- Pierfrancesco Bazzoffi - basso
- Federico Coderoni - tastiere